# Hrvoje Smolčić
Hrvoje Smolčić (* 17. August 2000 in Gospić) ist ein kroatischer Fußballspieler. Der Innenverteidiger und U21-Nationalspieler wurde größtenteils beim HNK Rijeka ausgebildet und steht bei Eintracht Frankfurt unter Vertrag.

## Karriere

### Verein
Hrvoje Smolčić wurde in Gospić geboren und spielte während seiner Kindheit für NK Gospić 91, bevor er in die Jugendabteilung von HNK Rijeka wechselte. Bereits nach ungefähr einem halben Jahr kehrte er zu seinem ehemaligen Verein NK Gospić 91 zurück, um sich wiederum im Februar 2015 erneut der Jugend von HNK Rijeka anzuschließen. Ab da durchlief Smolčić sämtliche Nachwuchsmannschaften des Vereins aus Rijeka und gab beim 3:1-Sieg gegen NK Osijek am 17. März 2019 im Alter von 18 Jahren sein Profidebüt in der 1. HNL. HNK Rijeka wurde zum Ende der Saison 2018/19 kroatischer Pokalsieger, dabei war der Spieler beim 3:1-Finalsieg gegen Dinamo Zagreb nicht Teil des Kaders. In der Saison 2019/20 kam Smolčić regelmäßig zum Einsatz und wurde zumeist dabei in der Abwehr eingesetzt, allerdings verpasste er das Saisonende wegen einer Sehnenentzündung. Dabei stand er in nahezu jedem Spiel in der Startelf. HNK Rijeka konnte den Titel im kroatischen Pokal verteidigen, nachdem im Finale NK Lokomotiva Zagreb mit 1:0 geschlagen wurde. Auch in der Saison 2020/21 war Smolčić oftmals Teil der Startelf, allerdings wurde er wegen seiner Sehnenentzündung aus der Endphase der vorangegangenen Saison sowie durch muskuläre Probleme zurückgeworfen und kam daher zu lediglich 16 Punktspieleinsätzen. Darüber hinaus sammelte er mit fünf Einsätzen in der Europa League erstmals Erfahrung auf internationaler Ebene, kam mit seiner Mannschaft jedoch nicht über die Gruppenphase hinaus. Anders als in den zwei vorangegangenen Jahren konnte HNK Rijeka nicht den kroatischen Pokal gewinnen, sondern schied im Halbfinale aus. In der Spielzeit 2021/22 stand der Kroate in 22 Ligaspielen auf dem Feld.
Zur Saison 2022/23 wechselte der Verteidiger zum Bundesligisten Eintracht Frankfurt, bei dem er einen Fünfjahresvertrag unterschrieb. In seiner ersten Spielzeit kam er zu neun Bundesligaeinsätzen, in der Saison 2023/24 machte er elf Spiele im deutschen Oberhaus. Zur Saison 2024/25 wurde er an den österreichischen Bundesligisten LASK verliehen. Für den LASK kam er während der Leihe zu 21 Einsätzen in der Bundesliga, in denen er dreimal traf.

### Nationalmannschaft
Am 14. August 2018 lief Smolčić bei der 2:3-Niederlage im Testspiel gegen Italien erstmals für die kroatische U19-Nationalmannschaft auf. Für die U19 kam er bis 2019 zu insgesamt fünf Einsätzen. Im Jahr 2019 folgten zwei Spiele für die U20-Auswahl Kroatiens. Am 8. Oktober 2021 absolvierte Smolčić beim 3:2-Sieg im EM-Qualifikationsspiel gegen Norwegen seine erste Partie für die U21-Nationalmannschaft der Kroaten.

## Erfolge
HNK Rijeka
- Kroatischer Pokalsieger: 2019, 2020